# باول سافاج (لاعب كرلنغ)
باول سافاج هو لاعب كرلنغ كندي، ولد في 25 يونيو 1947 في تورونتو في كندا.

## وصلات خارجية
- باول سافاج على موقع الاتحاد الدولي للكرلنغ (الإنجليزية)
- باول سافاج على موقع أوليمبيديا (الإنجليزية)
- باول سافاج على موقع IMDb (الإنجليزية)